# ドキドキ伝説 魔法陣グルグル
『ドキドキ♡伝説 魔法陣グルグル』（ドキドキでんせつ まほうじんグルグル）は、衛藤ヒロユキによる同名の漫画作品を原作とする日本のテレビアニメの第2作。2000年4月から12月まで、テレビ東京製作で全38話が放送された。
本項では、エニックス（のちスクウェア・エニックス）から発売されたゲームボーイカラー用ソフトについても解説する。

## 概要
2000年4月4日から同年12月26日まで、全38話がテレビ東京系列にて放送された。タイトルに冠されている「ドキドキ♡伝説」は、原作の連載誌『月刊少年ガンガン』で、読者から募集して決められた。名付け親は、かつて存在した「衛藤ヒロユキ公認ファンクラブ」の会員。
1994年 - 1995年に放送された前作から補完する目的もあり、ストーリーは原作第5巻から第11巻序盤までとなっている。ストーリーの辻褄を合わせるため、アニメオリジナル展開であった第1作の30話以降は無かったことにされており、第1話の時間軸は妖精の村編直後となるのを始め、前作で既にアニメ化されているエピソードの流用も見られる。また、前作では原作より先に登場した関係で違いのあったキラキラなどの設定も原作に準拠したものとなっている。
今作は日本アニメーション初の完全デジタルアニメとなった。アニメオリジナルストーリーである第22話や第38話は原作者の手が大幅に加わっているとされる。
映像媒体の発売元は前作のソニー・ミュージックエンタテインメントからバンダイビジュアルへ変更されたが、玩具の展開は前作に引き続きタカラ（当時、のちタカラトミー）が行っている。
最高視聴率は2000年12月26日に放送された第38話（最終話）「ドキドキ伝説は終らない！」の6.3%、全38話の平均視聴率は4.7%。前作の補完的な意味合いの強いアニメ化だったとは言え、原作の連載が続いている中で最終盤を迎えたのでラストの光魔法結社に関するエピソードは前作の後半と同様にアニメオリジナルの展開となっている。

## キャスト変更
キャストの多くは、前作と同じキャストだが、主人公のニケ役を含む一部キャストが変更になっている。
ニケ役は前作の瀧本富士子から南央美に交代しているが、公式発表では瀧本富士子のスケジュールの都合が理由とされている。また、日本アニメーション日俳連（日本俳優連合）との二次使用料問題で係争に参加した組合員の出演が一部制限されたことや、ジュジュ役の天野由梨が引退（後に復帰）、ゴチンコ役の安西正弘が病気療養などの理由で大幅なキャスト変更を余儀なくされている。前作からの声優交代は以下の通り。
- ニケ - 瀧本富士子→南央美
- ジュジュ - 天野由梨→荒木香恵
- レイド - 鳥海勝美→久保田恵
- ゴチンコ - 安西正弘→小和田貢平
- サーチアイ - 三木眞一郎→赤石広樹
- バド - 増岡弘→西松和彦
- レナ - 井上喜久子→栗田ひづる

## 登場人物
- ニケ - 南央美
- ククリ - 吉田古奈美
- キタキタおやじ（アドバーグ・エルドル） - 緒方賢一
- ギップル - 高乃麗
- 魔法オババ（イザベル＝クリスチーナ） - 山本圭子
- ウルガ13世 - 池田勝
- ルンルン・フェルメール - 松井菜桜子
- 闇の総裁 - 西川幾雄
- トマ・パロット、さっぱり妖精 - 神代知衣
- ジュジュ・クー・シュナムル - 荒木香恵
- レイド - 久保田恵
- カヤ - 納谷六朗
- ゴチンコ - 小和田貢平
- バド - 西松和彦
- レナ - 栗田ひづる
- ギリ - 大友龍三郎
- ナレーター - 横尾まり

## アニメ第2作オリジナルの設定
デビルズハンマー
悪魔が描かれた紫のハンマーで敵を攻撃する闇魔法。だが術者のカヤはこれを直接攻撃に使うのでなく、味方側であるモンスター・グエンチャの殻を安全に割り、わざと凶暴化させるのに使った。

## スタッフ
- エグゼクティブプロデューサー - 本橋浩一
- シリーズ構成 - 三井秀樹
- キャラクターデザイン - 加瀬政広
- 美術監督 - 筒井典子
- 色彩設定 - 大平敬志
- 音楽 - 中村暢之
- 音響監督 - 加藤敏→三好慶一郎
- プロデューサー - 東不可止、横山真二郎、遠藤重夫
- 監督 - 高木淳
- 撮影監督 - 間嶋秋信
- 編集 - 浜宇津妙子、名取信一、中野一穂
- 効果 - 庄司雅弘
- 選曲 - 合田豊
- 制作デスク - 小林克規
- 設定制作 - 青山愛
- 製作 - テレビ東京、創通映像、日本アニメーション

## 主題歌
オープニングテーマ「ダイナマイトヘブン」
作詞・作曲・編曲 - ハルユキ / 歌 - 2Shy4U
第1話のみオープニングに入る前に鳴るベルの音が鈍い音だったが、第2話以降変更されている。第19話では挿入歌としても使用された。
エンディングテーマ
「西の空へ」（第1話 - 第25話）
作詞 - Yuko / 作曲 - 堀江淳 / 編曲 - Yasu Sugiyama / 歌 - Spoon
「Enjoy the party」（第26話 - 第38話）
作詞 - YUKI / 作曲・編曲 - SHIGEKI / 歌 - R'OSE

## 各話リスト
| 話数 | サブタイトル                             | 脚本     | コンテ     | 演出       | 作画監督          | 放送日        |
| ---- | ---------------------------------------- | -------- | ---------- | ---------- | ----------------- | ------------- |
| 1    | ワクワク！冒険の朝                       | 松井亜弥 | 高木淳     | 高木淳     | 野口大蔵          | 2000年 4月4日 |
| 2    | いけいけ！龍の定期便                     | 三井秀樹 | 鈴木孝義   | 鈴木孝義   | 武内啓            | 4月11日       |
| 3    | きてきて！ククリのお店屋さん             | 松井亜弥 | 平山英嗣   | 中山敦史   | 梶浦紳一郎        | 4月18日       |
| 4    | なぜなぜ!?盗賊だった勇者さま             | 三井秀樹 | 酒井伸次   | 酒井伸次   | 新田敏夫          | 4月25日       |
| 5    | キラキラ！光の剣は勇者の証               | 松井亜弥 | 佐々木皓一 | 佐々木皓一 | 平岡正幸          | 5月2日        |
| 6    | だいだい発見！ミグミグ族の遺跡           | 三井秀樹 | 立場良     | 立場良     | 本木久年          | 5月9日        |
| 7    | クルクル！たった一人の神の踊り子         | 松井亜弥 | 福島利規   | 福島利規   | 三木俊明          | 5月16日       |
| 8    | でたでた！ヨンヨン伝説の鳥               | 三井秀樹 | 高木淳     | 高木淳     | 野口大蔵          | 5月23日       |
| 9    | ゾクゾク登場！モンスターいや〜んばか〜ん | 松井亜弥 | 大野和寿   | 中山敦史   | 梶浦紳一郎        | 5月30日       |
| 10   | クサクサ！草の精霊モゲル                 | 三井秀樹 | 鈴木孝義   | 鈴木孝義   | 武内啓            | 6月6日        |
| 11   | またまたお出まし！こわい顔               | 松井亜弥 | 北原健雄   | 上原秀明   | 加瀬政広          | 6月13日       |
| 12   | マジマジ復活!?魔神サイレン               | 三井秀樹 | 佐々木皓一 | 佐々木皓一 | 平岡正幸          | 6月20日       |
| 13   | ふわふわ！飛ぶこどもたち                 | 松井亜弥 | 立場良     | 立場良     | 本木久年          | 6月27日       |
| 14   | ビクビク！弟子入り？盗賊団ガバ           | 三井秀樹 | 福島利規   | 福島利規   | 三木俊明          | 7月4日        |
| 15   | なになに！くりまんじゅうとカマドウマ!?   | 松井亜弥 | 中山敦史   | 中山敦史   | 浜田勝            | 7月11日       |
| 16   | どこどこ!?幻の秘宝バナナムーン           | 三井秀樹 | 高木淳     | 高木淳     | 野口大蔵          | 7月18日       |
| 17   | ごちゃごちゃパーティ！これ最強？         | 松井亜弥 | 鈴木孝義   | 鈴木孝義   | 武内啓            | 7月25日       |
| 18   | ソロソロ侵入コパール城！                 | 三井秀樹 | 大庭秀昭   | 佐々木皓一 | 平岡正幸          | 8月1日        |
| 19   | ヒョイヒョイ逃げるヤな大臣まもの！       | 三井秀樹 | 上原秀明   | 上原秀明   | 加瀬政広          | 8月8日        |
| 20   | ガーガーアヒルに汗ダック!?               | 松井亜弥 | 立場良     | 立場良     | 柳瀬譲二          | 8月15日       |
| 21   | メラメラ！勇者よ火を盗め                 | 三井秀樹 | 福島利規   | 福島利規   | 森亜紀子          | 8月22日       |
| 22   | ウキウキ！コパールの休日                 | 三井秀樹 | 佐々木皓一 | 佐々木皓一 | 梶浦紳一郎        | 8月28日       |
| 23   | プカプカドラゴンへいのうえ？             | 松井亜弥 | 高木淳     | 高木淳     | 野口大蔵          | 9月5日        |
| 24   | みろみろ！空とぶナゾの船！               | 三井秀樹 | 鈴木孝義   | 鈴木孝義   | 武内啓            | 9月12日       |
| 25   | しゃかしゃか！踊るニコピョン族           | 松井亜弥 | 中山敦史   | 中山敦史   | 平岡正幸          | 9月26日       |
| 26   | あらあらたいへんアラハビカ！             | 三井秀樹 | 上原秀明   | 上原秀明   | 加瀬政広          | 10月3日       |
| 27   | キロキロウニョラー！トッピロキー！       | 三井秀樹 | 森田浩光   | 森田浩光   | 柳瀬譲二          | 10月10日      |
| 28   | なぞなぞ謎のホナスの泉!?                 | 三井秀樹 | 福島利規   | 福島利規   | 船塚純子          | 10月17日      |
| 29   | アレアレ!?くるっと回って悪魔がバァー     | 松井亜弥 | 佐々木皓一 | 佐々木皓一 | 梶浦紳一郎        | 10月24日      |
| 30   | ワオワオおどろき！魔境の遺跡             | 三井秀樹 | 高木淳     | 高木淳     | 野口大蔵          | 10月31日      |
| 31   | ラブラブ！恋するハート                   | 松井亜弥 | 鈴木孝義   | 鈴木孝義   | 武内啓            | 11月7日       |
| 32   | さあさあ行くぞ！取り戻せパンフォス       | 三井秀樹 | 中山敦史   | 中山敦史   | 平岡正幸          | 11月14日      |
| 33   | ガンガンいこうぜ！大バトル               | 三井秀樹 | 上原秀明   | 上原秀明   | 加瀬政広          | 11月21日      |
| 34   | げきげき大作戦！歌って踊って             | 松井亜弥 | 森田浩光   | 森田浩光   | 柳瀬譲二          | 11月28日      |
| 35   | ヘイヘイ!!お目覚め夢みるハート           | 三井秀樹 | 福島利規   | 福島利規   | 三木俊明          | 12月5日       |
| 36   | バイバイすてきなアラハビカ               | 三井秀樹 | 佐々木皓一 | 佐々木皓一 | 梶浦紳一郎        | 12月12日      |
| 37   | ビシビシ鍛えろ!?光の勇者                 | 松井亜弥 | 北原健雄   | 鈴木輪流郎 | 北原健雄          | 12月19日      |
| 38   | ドキドキ伝説は終らない！                 | 三井秀樹 | 高木淳     | 高木淳     | 野口大蔵 水野知己 | 12月26日      |

## 放送局
| 放送期間                | 放送時間           | 放送局               | 対象地域         | 備考    |
| ----------------------- | ------------------ | -------------------- | ---------------- | ------- |
| 2000年4月4日 - 12月26日 | 火曜 18:00 - 18:30 | テレビ東京           | 関東広域圏       | 製作局  |
|                         |                    | テレビ北海道         | 北海道           |         |
|                         |                    | テレビ愛知           | 愛知県           |         |
|                         |                    | テレビ大阪           | 大阪府           |         |
|                         |                    | テレビせとうち       | 岡山県・香川県   |         |
|                         |                    | TVQ九州放送          | 福岡県           |         |
| 不明                    | 不明               | AT-X                 | CS専門チャンネル |         |
| 2008年8月4日 - 不明     | 平日               | トゥーン・ディズニー | CS専門チャンネル | JETIX枠 |

CS専門チャンネルではAT-Xやトゥーン・ディズニーのジェティックスでも放送された。

## 関連商品
原作に関するものは魔法陣グルグル#関連商品を、サウンドトラックについては魔法陣グルグルのディスコグラフィをそれぞれ参照。

### 書籍
- 『ドキドキ♡伝説 魔法陣グルグル TVアニメ攻略BOOK』エニックス ISBN 4-7575-0265-6

### 映像ソフト
TV第2作
- VHS『ドキドキ♡伝説 魔法陣グルグル』 （バンダイビジュアル）(現在は廃盤)
  1. （2000年8月25日）
  2. （2000年9月25日）
  3. （2000年9月25日）
  4. （2000年10月25日）
  5. （2000年10月25日）
  6. （2000年11月25日）
  7. （2000年11月25日）
  8. （2000年12月21日）
  9. （2000年12月21日）
  10. （2001年4月25日）
  11. （2001年4月25日）
  12. （2001年5月25日）
  13. （2001年5月25日）

- DVD『ドキドキ♡伝説 魔法陣グルグル DVD-BOX』 （バンダイビジュアル）（2003年12月21日）
  - DVD『EMOTION the Best ドキドキ♡伝説 魔法陣グルグル DVD-BOX』 （バンダイビジュアル）（2012年6月22日）

また､2020年代現在 Blu-ray Discは発売されていない。

## ゲームソフト
エニックスから2000年11月17日に発売されたゲームボーイカラー用ソフト。タカラが発売した前作のゲームボーイ用ソフトと異なりアクションRPGとなっている。
ゲーム誌『ファミ通』の「クロスレビュー」では合計22点（満40点）となっている。エニックスは『月刊少年ガンガン』の創刊当初から連載漫画をゲーム化するメディアミックス路線を採っていたが、本作を最後にその路線は中断されスクウェアとの合併までガンガンやその系列誌の漫画作品をゲーム化したタイトルは発売されなかった。